# توماش کوبک
توماش کوبک (انگلیسی: Tomáš Koubek؛ زادهٔ ۲۶ اوت ۱۹۹۲) بازیکن فوتبال اهل جمهوری چک است.
از باشگاه‌هایی که در آن بازی کرده‌است می‌توان به باشگاه فوتبال اسپارتا پراگ، باشگاه فوتبال هرادتس کرالووه، باشگاه فوتبال رن، باشگاه فوتبال اسلوان لیبرتس، و باشگاه فوتبال آگسبورگ اشاره کرد.
وی همچنین در تیم‌های ملی فوتبال زیر ۲۱ سال جمهوری چک، و جمهوری چک بازی کرده‌است.